# Mister Alexander
Mister Alexander (Aldine, 2 giugno 1988) è un giocatore di football americano statunitense attualmente free agent, che ha milita nel ruolo di inside linebacker per nella National Football League (NFL). Al college ha giocato a football all’Università statale della Florida.

## Biografia
Dopo non essere stato scelto nel Draft 2011, Alexander il 28 luglio firmò con gli Houston Texans. Nella sua stagione da rookie disputò 8 partite, nessuna delle quali come titolare, mettendo a segno 8 tackle. Nel 2013 passò ai Toronto Argonauts della Canadian Football League, dopo di che militò negli Omaha Mammoths della Fall Experimental Football League (2014), nei Tampa Bay Buccaneers (2014), nei Dallas Cowboys (2014-prestagione 2015), prima di firmare nel 2015 coi Seattle Seahawks.

## Statistiche
NFL
| Partite totali      | 14 |
| Partite da titolare | 0  |
| Tackle              | 12 |
| Sack fatti          | 0  |
| Intercetti          | 0  |
| Fumble              | 0  |

Statistiche aggiornate alla stagione 2014